# Snijdersbeek
De Snijdersbeek is een korte beek in Nederlands Zuid-Limburg in de gemeente Meerssen. De beek ligt bij Geulle op de rechteroever van de Maas en heeft een lengte van ongeveer 100 meter.
Op ongeveer 50 meter naar het zuidoosten mondt de Stommebeek in de Molenbeek, 200 meter naar het zuidoosten de Waalsebeek en 240 meter naar het noordwesten de Renbeek.

## Ligging
De beek ligt op de westelijke helling van het Centraal Plateau in de overgang naar het Maasdal. De beek ligt in het Bunderbos op de helling ten zuidwesten van Snijdersberg, tussen Snijdersberg, Hulsen en Moorveld. De bron ligt niet ver van de straat en helling Snijdersberg en vanaf de bron stroomt de beek in zuidwestelijke richting. Tussen de plaats waar vroeger de Bovenste Molen van Hulsen heeft gestaan en de Onderste Molen van Hulsen mondt de beek uit in de Molenbeek. Vlak na de monding bevindt zich de molenvijver van de Onderste Molen. De Molenbeek mondt op zijn beurt uit in de Oude Broekgraaf die in de Maas uitmondt.

## Geologie
De Snijdersbeek ontspringt ten noorden van de Geullebreuk en ten zuiden van de Schin op Geulbreuk op een hoogte van ongeveer 73 meter boven NAP. Op deze hoogte dagzoomt klei uit het Laagpakket van Boom dat in de bodem een ondoorlatende laag vormt, waardoor het grondwater op deze hoogte uitstroomt.